# Бребевница
Бребевница је насеље у Србији у општини Димитровград у Пиротском округу. Према попису из 2022. било је 10 становника.
Сматра се да је било седиште бребевничког турског паше.

## Демографија
У насељу Бребевница живе 22 пунолетна становника, а просечна старост становништва износи 60,7 година (56,9 код мушкараца и 65,6 код жена). У насељу су 2002. године постојала 32 домаћинства, а просечан број чланова по домаћинству био је 1,94.
Ово насеље је углавном насељено Бугарима (према попису из 2002. године).
|  |

| Демографија | Демографија | Демографија |
| Година      | Становника  | Становника  |
| ----------- | ----------- | ----------- |
| 1948.       | 413         |             |
| 1953.       | 372         |             |
| 1961.       | 329         |             |
| 1971.       | 233         |             |
| 1981.       | 148         |             |
| 1991.       | 90          | 90          |
| 2002.       | 62          | 62          |
| 2011.       | 25          |             |
| 2022.       | 10          |             |

| Етнички састав према попису из 2002.‍ | Етнички састав према попису из 2002.‍ | Етнички састав према попису из 2002.‍ | Етнички састав према попису из 2002.‍ | Етнички састав према попису из 2002.‍ |
| ------------------------------------ | ------------------------------------ | ------------------------------------ | ------------------------------------ | ------------------------------------ |
|                                      |                                      |                                      |                                      |                                      |
| Бугари                               | Бугари                               |                                      | 51                                   | 82,25%                               |
| Срби                                 | Срби                                 |                                      | 5                                    | 8,06%                                |

| Година пописа     | 1948. | 1953. | 1961. | 1971. | 1981. | 1991. | 2002. |
| ----------------- | ----- | ----- | ----- | ----- | ----- | ----- | ----- |
| Број домаћинстава | 71    | 75    | 84    | 69    | 55    | 49    | 32    |

| Број чланова      | 1 | 2  | 3 | 4 | 5 | 6 | 7 | 8 | 9 | 10 и више | Просек |
| ----------------- | - | -- | - | - | - | - | - | - | - | --------- | ------ |
| Број домаћинстава | 8 | 22 | 0 | 0 | 2 | 0 | 0 | 0 | 0 | 0         | 1,94   |

| Пол    | Укупно | Неожењен/Неудата | Ожењен/Удата | Удовац/Удовица | Разведен/Разведена | Непознато |
| ------ | ------ | ---------------- | ------------ | -------------- | ------------------ | --------- |
| Мушки  | 29     | 4                | 21           | 4              | 0                  | 0         |
| Женски | 29     | 1                | 21           | 7              | 0                  | 0         |
| УКУПНО | 58     | 5                | 42           | 11             | 0                  | 0         |

| Пол    | Укупно                    | Пољопривреда, лов и шумарство | Рибарство                            | Вађење руде и камена | Прерађивачка индустрија       |
| ------ | ------------------------- | ----------------------------- | ------------------------------------ | -------------------- | ----------------------------- |
| Мушки  | 28                        | 28                            | 0                                    | 0                    | 0                             |
| Женски | 25                        | 24                            | 0                                    | 0                    | 0                             |
| УКУПНО | 53                        | 52                            | 0                                    | 0                    | 0                             |
| Пол    | Производња и снабдевање   | Грађевинарство                | Трговина                             | Хотели и ресторани   | Саобраћај, складиштење и везе |
| Мушки  | 0                         | 0                             | 0                                    | 0                    | 0                             |
| Женски | 0                         | 0                             | 0                                    | 0                    | 0                             |
| УКУПНО | 0                         | 0                             | 0                                    | 0                    | 0                             |
| Пол    | Финансијско посредовање   | Некретнине                    | Државна управа и одбрана             | Образовање           | Здравствени и социјални рад   |
| Мушки  | 0                         | 0                             | 0                                    | 0                    | 0                             |
| Женски | 0                         | 0                             | 0                                    | 0                    | 0                             |
| УКУПНО | 0                         | 0                             | 0                                    | 0                    | 0                             |
| Пол    | Остале услужне активности | Приватна домаћинства          | Екстериторијалне организације и тела | Непознато            | Непознато                     |
| Мушки  | 0                         | 0                             | 0                                    | 0                    | 0                             |
| Женски | 0                         | 0                             | 0                                    | 1                    | 1                             |
| УКУПНО | 0                         | 0                             | 0                                    | 1                    | 1                             |